# Alexander Schreiner
Alexander Ferdinand Schreiner (Núremberg, 31 de julio de 1901-15 de septiembre de 1987) fue un organista alemán. Compuso varios himnos de la Iglesia de Jesucristo de los Santos de los Últimos Días, varios de los cuales se encuentran en la edición actual del libro de himnos de dicha iglesia.

## Primeros años
Schreiner nació en Núremberg, Alemania, siendo sus padres Johann Christian Schreiner y Margarethe Schwemmer.
Johann y Margarethe se unieron a la iglesia mormona en 1903, y la congregación local celebró reuniones en el hogar de la familia. Schreiner actuó en público por primera vez a los cinco años, y después de ser bautizado a los ocho años fue nombrado organista de la Escuela Dominical. En 1912, Schreiner se mudó con su familia a Salt Lake City. Entre sus primeros instructores de órgano estaba John J. McClellan.
Schreiner actuó profesionalmente por primera vez en un órgano durante el otoño de 1917 en el American Theatre de Salt Lake City. En 1920, justo después de graduarse de la escuela secundaria, tomó un trabajo como organista en el Teatro Rialto en Butte, Montana. Schreiner actuó por primera vez en el Tabernáculo de Salt Lake a los 20 años. Ese mismo año partió en misión a California. Sirvió como misionero con Joseph W. McMurrin. A principios de 1924, presidía la Conferencia de Los Ángeles, que tenía 35 misioneros.
En 1924, justo después de regresar de su misión, Schreiner fue nombrado organista asistente del Tabernáculo Mormón de Salt Lake. Seis meses después, Schreiner viajó a París para continuar sus estudios musicales con Henri Libert, Charles-Marie Widor y Louis Vierne.

## Carrera en California
Después de sus estudios en Francia, Schreiner regresó a su puesto de organista en Salt Lake City, entre julio de 1926 hasta enero de 1927. Luego se fue al sur de California para ganar suficiente dinero para pagar sus deudas y estar en condiciones de casarse con su novia Margaret. Se desempeñó como organista en el Teatro Metropolitano de Grauman. En junio de 1927 regresó a Salt Lake City, donde contrajo matrimonio con Margaret Lyman, hija de Richard R. Lyman y Amy B. Lyman. Después de casarse, regresaron al sur de California. Durante este período de tiempo, Schreiner también trabajó como organista en los grandes almacenes Barker Brother.
En agosto de 1928, Schreiner regresó una vez más a Salt Lake City, donde retomó su puesto como organista del Tabernáculo, adempas de desempeñarse también como organista principal en el Teatro Capitol.
En 1929, Schreiner regresó al sur de California en un intento por superar su influenza. Fue nombrado organista principal de la Primera Iglesia Episcopal Metodista en Los Ángeles. Schreiner regresó a Salt Lake y al Tabernáculo en el verano de 1930, pero en septiembre de 1930 comenzó un período como organista de la Universidad de California en Los Ángeles (UCLA). Hasta 1939, Schreiner retuvo este puesto en la UCLA, y regresaría al Tabernáculo durante los veranos. Durante este tiempo, también fue miembro del Comité de Música de la iglesia mormona. Schreiner también fue director de música del templo judío de Wilshire Boulevard durante este tiempo. En 1930, la reputación de Schreiner como organista era lo suficientemente grande como para ser reclutado en ocasiones para inaugurar nuevos órganos.
A pesar de sus importantes compromisos con la música, Schreiner también sirvió en la iglesia mormona de otras formas. Era miembro del sumo consejo de la Estaca Hollywood de la iglesia. Algunos de sus hijos lo siguieron en la música, uno de ellos comenzó a servir como organista de la Escuela Dominical a los siete años.
En septiembre de 1936, Schreiner fue nombrado director musical de la Estaca Hollywood.

### Retorno a Salt Lake City
En el verano de 1937, Schreiner asumió el puesto de organista en la capilla SUD en Washington D. C., que estaba vacante desde la muerte en marzo de su antiguo compañero del Tabernáculo de Salt Lake City, Edward P. Kimball. En la década de 1930, Schreiner también sirvió como miembro de la Junta General de la Escuela Dominical SUD.
En el verano de 1938, Schreiner se reunió con el presidente de la Iglesia SUD, Heber J. Grant, y decidieron que debía regresar a Salt Lake City de manera permanente lo antes posible. Schreiner ya había firmado otro contrato de un año con la UCLA, pero ese sería su último año con dicha institución.
Desde ese momento hasta 1977, Schreiner estuvo muy involucrado con el Coro del Tabernáculo tanto en casa como en el extranjero. A fines de la década de 1940, Schreiner participó en una importante reconstrucción del órgano del tabernáculo.

### Giras de conciertos
A partir de 1943, Schreiner realizó varias giras de conciertos. Inicialmente, su gira fue dirigida por Bernard LaBerge. Schreiner actuó en al menos 44 estados de los Estados Unidos.

## Obras
Además de sus muchos himnos, Schreiner escribió un libro titulado Organ Voluntaries.
Schreiner escribió la música de los siguientes himnos en la edición en inglés de 1985 del himnario de los Santos de los Últimos Días:
- Verdad Eterna (Truth Eternal) (#4)
- Guíame a la Vida Eterna (Lead Me Into Life Eternal) (#45)
- Tu Espíritu, Señor, ha conmovido nuestras almas (Thy Spirit, Lord, Has Stirred Our Souls) (#157)
- Mientras participamos de estos emblemas (While of These Emblems We Partake) (#174)
- Dios nos amó, por eso envió a su Hijo (God Loved Us, So He Sent His Son) (#187)
- En memoria del crucificado (In Memory of the Crucified) (#190)
- Señor, acepta en tu Reino (Lord, Accept into thy Kingdom) (#236)
- He aquí a tus hijos e hijas, Señor (Behold Thy Sons and Daughters Lord) (#238)
- Templos sagrados en el Monte Sion (Holy Temples on Mount Zion) (#289)

Algunos de sus escritos se refieren específicamente a su asociación con el órgano del Tabernáculo, como los siguientes:
- El órgano del Tabernáculo en Salt Lake City (The Tabernacle Organ in Salt Lake City) (Organ Institute Quarterly, vol. 7, N° 1, 1957)[14]

- 100 años de órganos en el Tabernáculo Mormón (100 Years of Organs in the Mormon Tabernacle) (The Diapason, 1967)

- Recuerdos de Alexander Schreiner (Alexander Schreiner Reminisces) (1984)